# Cartas de relación

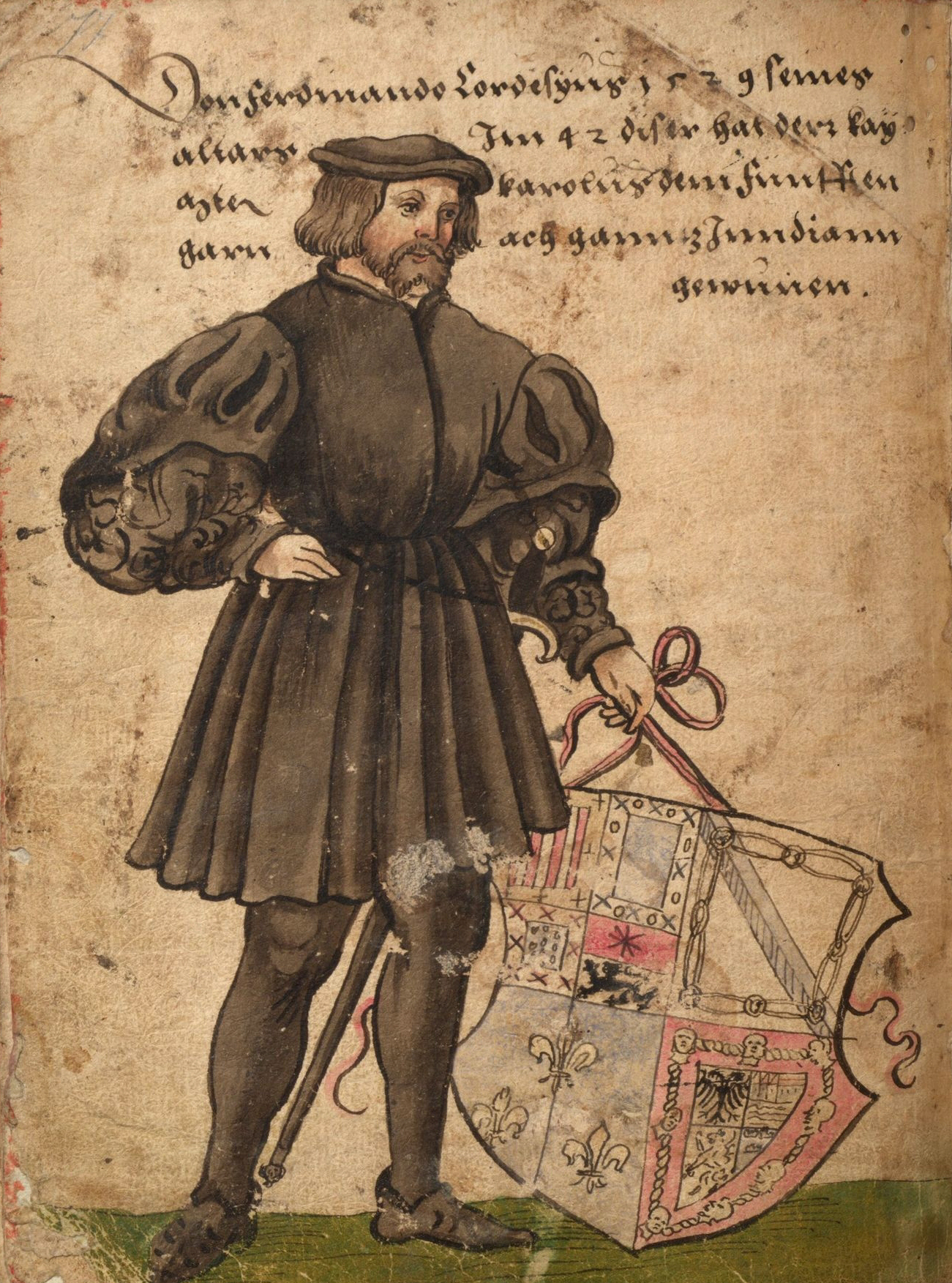
Hernán Cortés, en 1530.

Las Cartas de relación fueron escritas por Hernán Cortés, dirigidas al emperador Carlos V (Carlos I de España). En ellas, Cortés describe su viaje a México, su llegada a Tenochtitlán, capital del Imperio azteca, y algunos de los eventos que resultarían en la conquista de México.
Hernán Cortés, que era hidalgo, estudió durante algún tiempo Latín, Gramática y Leyes en la Universidad de Salamanca, aunque sin graduarse. Se supone que allí obtuvo los conocimientos y habilidades necesarias para ser buen escritor. Sus cartas tienen valor tanto literario como histórico, pues las descripciones que ofrecen figuran en primer término de las crónicas de la conquista del Imperio mexica.
Cortés describió Tenochtitlán con un tono de asombro y de maravilla: la ubicación de la ciudad en medio de un lago rodeado de montañas, la arquitectura espléndida, y evidentemente la riqueza material.

## Antecedentes
Hay calle de herbolarios, donde raíces y yerbas medicinales  que en la tierra se hallen. Hay casas como de boticarios  donde se venden las medicinas hechas, así potables como ungüentos y emplastos.

Después de las expediciones de Francisco Hernández de Córdoba, y Juan de Grijalva a las costas de Yucatán y litoral del Golfo de México, el gobernador de la isla Fernandina (Cuba), Diego Velázquez de Cuéllar pensó que podría beneficiarse, ya que los últimos reportes de los expedicionarios indicaban riquezas en estos territorios.
Sus objetivos personales eran lograr independizarse del ámbito jurídico patrimonialista que le unía al almirante Diego Colón y Moniz Perestrello, virrey gobernador de La Española mediante la obtención de títulos legítimos que lo nombraran «adelantado» de estas nuevas tierras no conocidas por los españoles, pero para ello debería de poblar y mantener presencia permanente en los nuevos territorios. En la segunda expedición (la de Grijalva) ya apuntaba este objetivo pues había enviado al capellán Juan Díaz, sin obtener el éxito deseado, era urgente el envío de la tercera expedición.
Para Velázquez el principal problema consistía en encontrar la persona adecuada para el mando de esta tercera expedición. El contador Amador de Lares y el secretario Andrés de Duero le sugirieron a Hernán Cortés, con quien firma las capitulaciones el 23 de octubre de 1518. La redacción de estas capitulaciones la hizo Andrés de Duero y ambas partes se mostraron de acuerdo... Pero Hernán Cortés vio la ocasión de incumplirlas a través de las distintas interpretaciones que podían darse de determinados aspectos.
El financiamiento de la expedición era compartido entre Velázquez (tres navíos) y Cortés (siete navíos), es decir se trataba de una expedición privada, organizada por dos socios y bajo la inspección de oficiales reales, pues deberían de acompañar al grupo un tesorero y un «veedor».  Velázquez había conseguido el título de lugarteniente (sin poder romper el vínculo con el almirante Diego Colón y Moniz Perestrello) y Cortés era el capitán general, delegado de Velázquez. Este hecho hacía que Cortés pudiese perder su autoridad subdelegada en cualquier momento, ya fuera por orden de la Corona, el almirante Colón o Velázquez. Ante este temor, Cortés planeó crearse otra jurisdicción que le desvinculase del gobernador de la isla y socio en la expedición.
Cortés zarpó de la ciudad de Santiago el 18 de noviembre de 1518 para organizarse y abastecerse en el extremo occidental de la isla Fernandina, Velázquez sospechaba de los planes de Cortés e intentó cancelar la expedición, pero anticipándose la excursión partió de las costas cubanas el 10 de febrero de 1519, 9 barcos zarparon por la banda sur y 2 barcos por la banda norte de las inmediaciones de La Habana (ubicación antigua) y del puerto de la Trinidad. La cartografía de la zona todavía no era completamente conocida, en la lectura de las cartas puede observarse como Cortés creía que los territorios de la península de Yucatán eran una isla.

## Las Cartas de relación

### Primera
La primera carta que escribió Cortés se ha perdido, si bien Francisco López de Gómara conservó una copia e incluyó un breve resumen en su crónica. A finales del siglo XVIII se descubrió en Viena una copia de una carta fechada el 10 de julio de 1519 y titulada Carta de la justicia y regimiento de la Rica Villa de la Veracruz, con especial dedicatoria a la Reina Juana y a su hijo el rey Carlos. El códice en que se encontraba incluía también copias de las segunda, tercera, cuarta y quinta cartas de relación de Cortés. Desde 1842, todas las ediciones de las cartas de Cortés reemplazan la primera carta de Cortés, que se da definitivamente por perdido, por esta carta del cabildo de Veracruz.
La carta describe la expedición de Francisco Hernández de Córdoba y la de Juan de Grijalva como antecedentes a la expedición de Hernán Cortés, de la cual se describen los hechos ocurridos en Cuba, Cozumel, la llegada a Tabasco, la batalla de Centla, y el arribo a San Juan de Ulúa. 
En la carta se describen la flora y la fauna de las tierras visitadas, se reportan de forma destacada los sacrificios humanos que realizaban los nativos.  Pero como punto principal se reporta la instauración del Cabildo de la Villa Rica de la Vera Cruz y el nombramiento de Hernán Cortés como "Capitán General y Justicia Mayor", y se suplica al rey no otorgar el nombramiento de Adelantado o Gobernador al Teniente de Almirante Diego Velázquez de Cuéllar. La carta fue firmada por el concejo y llevada por Francisco de Montejo y Alonso Hernández Portocarrero al rey Carlos I, siendo el piloto de la embarcación Antón de Alaminos; al realizar una escala en la isla de Cuba, la noticia llegó a Diego Velázquez de Cuéllar quien denunció la rebeldía y desacato de Hernán Cortés. Junto a la carta se entregó el Quinto del Rey, además de las piezas de oro, plumas exóticas, y pieles así como dos libros mayas,  el Códice Troano y el Códice Cortesano, conocidos popularmente bajo el nombre de Códice de Madrid.

### Segunda
Firmada en Segura de la Frontera el 30 de octubre de 1520.
Después de 15 meses Cortés vuelve a reportarse, en primera instancia se disculpa por el tiempo transcurrido sin escribir, reporta el hundimiento premeditado de las naves para evitar deserciones de los seguidores de Velázquez.  Describe las riquezas del Estado de Culúa (Estado mexica), cuyo sometimiento a favor de la Corona española es el objetivo principal.  Reporta la excursión enviada por Francisco de Garay, la alianza con los totonacas, las batallas y posterior alianza con los tlaxcaltecas, describe la matanza de Cholula como una acción militar preventiva, la entrada y recepción a México-Tenochtitlan, la batalla de Nautla, la sentencia de Cuauhpopoca, el arresto de Moctezuma Xocoyotzin, y el intento de levantamiento de Cacama, se describe además un poco la sociedad de Tenochtitlan, el mercado o tianguis, los alimentos, y algunas costumbres de los mexicas (aztecas). 
Cortés, con especial énfasis describe lo sucedido con la expedición y encuentro de las fuerzas comandadas por Pánfilo de Narváez, justificando desde su particular punto de vista sus acciones al respecto y refrendando su lealtad a la Corona española. Para terminar describe la matanza del Templo Mayor, la muerte del huey tlatoani Moctezuma Xocoytzin, los hechos previos al episodio conocido como la Noche Triste, la batalla de Otumba, las campañas de la zona del río Pánuco y la fundación de Segura de la Frontera, al despedirse solicita la autorización oficial para nombrar a los territorios como  "Nueva España", debido a la similitud de climas con la península ibérica.  El responsable de entregar esta carta fue Alonso de Mendoza. 

### Tercera
Firmada en Coyoacán el 15 de mayo de 1522.
Para esta fecha ya se había concluido la conquista de Tenochtitlan, Cortés recuerda nuevamente la batalla de Otumba, la forma de reorganizarse para emprender poco a poco el cerco de la ciudad, describe la construcción de los bergantines para el asalto anfibio y el traslado de los mismos al Lago de Texcoco con la ayuda de tamemes de sus aliados tlaxcaltecas. Como si fuera un parte de guerra, se detalla la distribución de las fuerzas militares lideradas por cada uno de sus capitanes en el sitio de Tenochtitlan. 
La descripción de las batallas es extensa, se destacan las acciones de Gonzalo de Sandoval y Pedro de Alvarado.  Cortés describe como casi pierde la vida cuando fue capturado en una escaramuza en la ciudad de Tenochtitlan, y como es salvado por Cristóbal de Guzmán quien por realizar la acción cae prisionero de los mexicas y es sacrificado más tarde. La historia de las acciones bélicas termina con la narración de la toma de Tlatelolco y de la captura de Cuauhtémoc por el soldado García Holguín.
De forma independiente, se reporta la tercera expedición personal del gobernador de Jamaica Francisco de Garay y su encuentro, así como la llegada del Veedor de la isla La Española Cristóbal de Tapia. Cortés reportó también las acciones de Antonio de Villafaña natural de Zamora, quien por ser fiel a Velázquez había intentado asesinarlo, y de esta manera justifica su sentencia y condena a muerte. 
La carta fue firmada por Julián de Alderete, Alonso de Grado, y Bernardino Vázquez de Tapia, fue llevada junto con el Quinto del Rey por Alonso de Ávila y Antonio Quiñones, pero los tesoros nunca llegaron a la Corona española, pues el navío en que viajaban fue atacado y capturado por el corsario francés Jean Fleury en las cercanías de las islas Azores.  

### Cuarta
Firmada en Tenochtitlan el 15 de octubre de 1524.
Tomada la gran ciudad de Tenochtitlan, Cortés envió a sus capitanes a diferentes zonas, en la carta se reportan la rendición de Michoacán, la campaña de Zacatula y Colima, la campaña de Oaxaca, Tehuantepec y Tututepec, la segunda campaña en río Pánuco y Chila, la expedición de Pedro de Alvarado a la campaña de Guatemala y la salida de la expedición de Cristóbal de Olid a Hibueras. Esta última expedición tenía como objetivo encontrar un estrecho o canal para poder buscar una ruta a las islas Molucas.
Al respecto de la situación política, Cortés reportó la llegada de Juan Bono de Quejo, quien portaba cartas firmadas por el Obispo de Burgos Juan de Fonseca, reportó también los percances del amotinamiento de los capitanes del Adelantado Francisco de Garay en la zona del río Pánuco, solicitó el envío de frailes de la Orden de San Francisco y de la Orden de Santo Domingo para realizar la evangelización de los indígenas, para ello se había comenzado a establecer el diezmo requerido. 
Poco antes de enviar esta carta, llegó procedente de la isla de Cuba el factor Gonzalo de Salazar, y una vez llegado al puerto de San Juan de Ulúa reportó la entrevista de Cristóbal de Olid con Diego Velázquez de Cuéllar; Cortés sospechó de la probable traición de Cristóbal de Olid y lo expresó al emperador Carlos V en el documento. Cortés estaba enterado de la captura de sus anteriores mensajeros, y por ello realizó un esfuerzo para juntar nuevamente tesoros y tratar de reponer el Quinto del Rey perdido, en esta ocasión se destaca una culebrina de plata que el propio Cortés describió, la entrega de la carta fue responsabilidad de Diego de Soto.

### Quinta
Firmada en Tenochtitlan el 3 de septiembre de 1526.
Confirmada la traición de Cristóbal de Olid, Cortés encabezó una expedición a Hibueras con el objetivo de someter la rebelión.  La carta describe las dificultades para cruzar los ríos en la zona de Tabasco, el encuentro pacífico con el halach uinik de los mayas chontales Apoxpalón.  En la expedición viajaba como prisionero Cuauhtémoc junto con otros nobles mexicas, al sospechar Cortés de una posible sublevación, sentenció a muerte al tlatoani, el hecho es descrito como una acción preventiva. La expedición continuó su camino al Lago Petén Itzá, la carta describe la reunión con el halach uinik de los mayas itzáes Canek; sin realizar acciones bélicas Cortés intentó convertir a este líder a la fe católica, se describe la despedida amistosa entre mayas y españoles, así como la entrega de un caballo moribundo para su cuidado. El hecho trascendió en este pueblo de la cultura maya, 150 años después los descendientes todavía adoraban la estatua de un caballo de madera.
Cuando la expedición llegó a las proximidades de Hibueras, Cristóbal de Olid ya había sido ejecutado, la carta describe este hecho y continua con la narración de las experiencias en Nito (Guatemala), Naco (Honduras), las batalla de Papayca, la batalla de Chiapaxina, los primeros enfrentamientos con los lencas comandado por Lempira, y la fundación de la Villa de Trujillo.
Durante la ausencia de Cortés, en la Ciudad de México, los residentes españoles se habían amotinado y corrían noticias de la traición de Cortés hacia la Corona española.  La parte final de la carta es una especie de defensa y justificación ante las acusaciones.

## Otras cartas de Cortés
- Carta "inédita" de Hernán Cortés al emperador Carlos V, 15 de octubre de 1524.

Esta carta fue dada a conocer por Joaquín García Icazbalceta, tiene la misma fecha que la cuarta carta de relación. En este documento Cortés vuelve a solicitar el envío de frailes a la Nueva España, reporta haber realizado el reparto de encomiendas.  Bajo la premisa de la práctica de sacrificios humanos, solicita el permiso de esclavizar nativos que solían ser esclavos o tributarios de los mexicas y repartirlos a los españoles para que de esta manera puedan trabajar las tierras e incrementar las rentas a la Corona española non in solo pan vivit homo.  Se realizan comentarios a la gobernatura y administración de la Nueva España y confirma la asociación de Cristóbal de Olid con Diego Velázquez de Cuéllar, finalmente informa a Carlos I, haber enviado a Francisco de Las Casas a Hibueras.
- Carta de Hernán Cortés al emperador Carlos V, 11 de septiembre de 1526.
- Carta de Hernán Cortés al emperador Carlos V,. 10 de octubre de 1526.
- Carta de Hernán Cortés al emperador Carlos V, 20 de abril de 1532.
- Carta de Hernán Cortés al emperador Carlos V,. 25 de enero de 1533.
- Carta de Hernán Cortés al emperador Carlos V,. 9 de marzo de 1534.[23]

## Copias manuscritas y principales ediciones
Los originales de las cartas enviadas por Cortés no se conservan pero en la Biblioteca Nacional de Austria en Viena se conservan copias contemporáneas, recopiladas en el Codex Vindobonensis S.N. 1600, que fue descubierto a finales del siglo XVIII. Se cree que el códice fue escrito hacia 1528 para el archiduque Fernando, hermano menor del rey-emperador Carlos. En concreto, este códice contiene copias de las cartas segunda, tercera, cuarta y quinta. En lugar de la carta primera, incluye una copia de la carta escrita por el cabildo de Veracruz en 1519.
La segunda carta fue impresa por vez primera en Sevilla el 8 de noviembre de 1522 por Jacobo Cromberger, que añadió un breve epílogo con la noticia de la toma de Tenochtitlán por los españoles. El 5 de enero de 1523, se realizó una edición en Zaragoza por parte de George Alemán que era una copia palabra por palabra de la de Cromberger. Simultáneamente se publicaron en Amberes versiones en francés y en flamenco, así como una versión en toscano en Italia. La tercera carta también fue publicada por vez primera en Sevilla por Cromberger el 30 de marzo de 1523. 

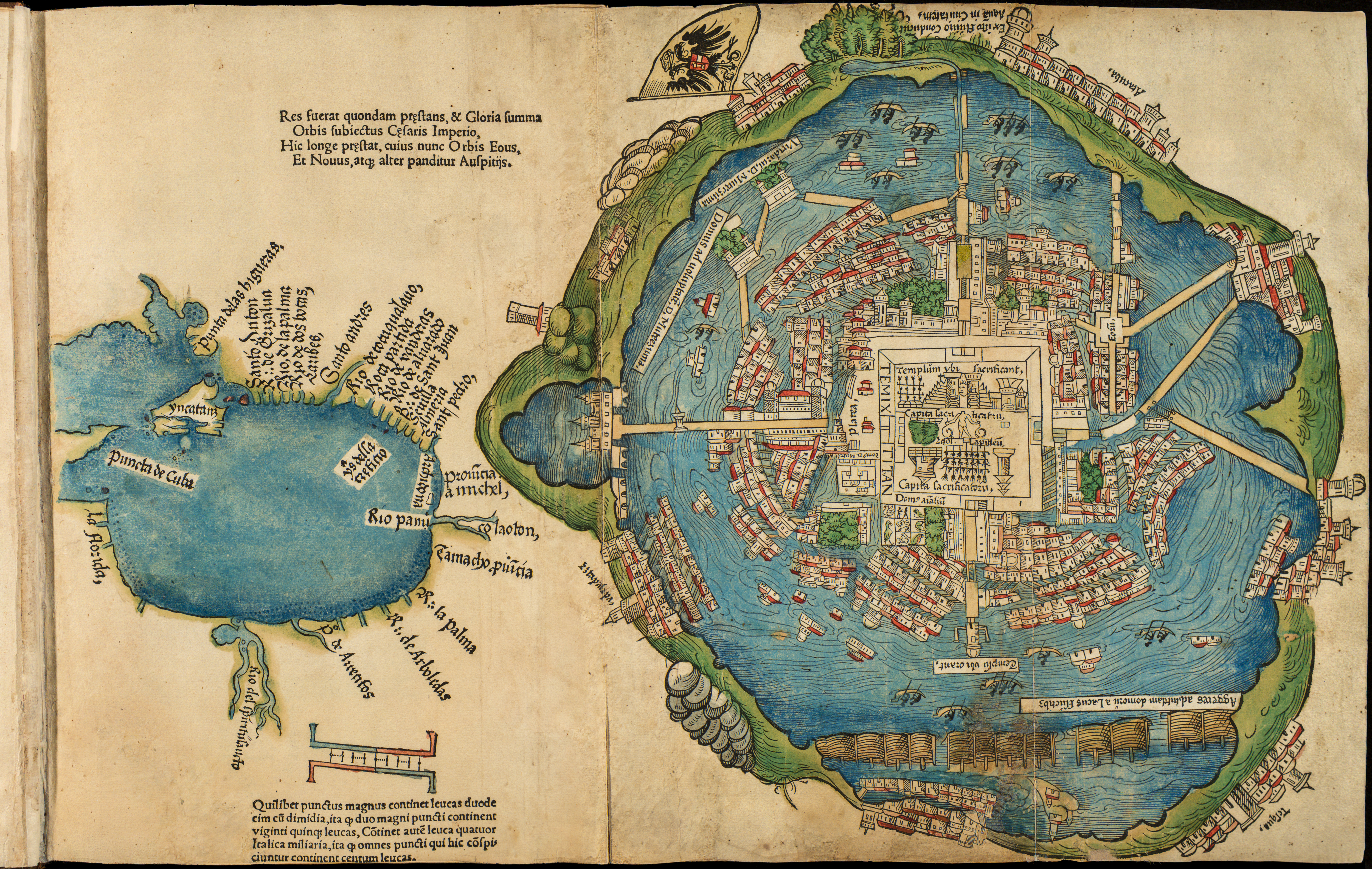
Plano de Tenochtitlán y mapa del golfo de México incluidos en la edición de Núremberg de 1524.

En 1524 se realizó en Núremberg una impresión de la traducción al latín realizada por el secretario del obispo Jean Revelles de las cartas segunda y tercera. Esta edición fue la primera que incluyó, además del texto, un plano de Tenochtitlan y un mapa del golfo de México basados en los enviados por Cortés.El texto latino fue reutilizado posteriormente por Pedro Mártir de Anglería y Simón Grynaeus en sus obras. Se publicaron varias traducciones de la edición de Núremberg: al toscano en Venecia en 1524, al francés y al flamenco en Amberes el mismo año y al alemán en Augsburgo en 1534.
La cuarta carta fue editada por vez primera en 1525 en Toledo por Gaspar de Ávila, junto a las relaciones enviadas a Cortés por Pedro de Alvarado y Diego Godoy. Una segunda edición fue publicada en Zaragoza el 22 de julio de 1526.
En marzo de 1527, la Corona española prohibió la difusión de las cartas-relación de Cortés, cuyos ejemplares impresos fueron quemados públicamente.
En 1678, las cartas segunda, tercera y cuarta fueron traducidas al inglés y editadas en Londres bajo el nombre de The pleasant history of the conquest of the west India, now called New Spayne, la traducción la realizó Tomás Nicolás. En 1749 las tres cartas fueron impresas en Madrid junto a otros documentos en el primer tomo de la obra Historiadores primitivos de las Indias Occidentales. Se trataba de la primera edición en español desde la prohibición de 1527. En 1770 aparecieron también en la Historia de Nueva España escrita por su esclarecido conquistador del arzobispo de México, Francisco Antonio Lorenzana. En 1778 fue publicada una edición en francés, titulada Correspondance de Fernand Cortes avec l´empereur Charles-Quint sur la conquête du Mexique; el editor Gratien Jean Baptiste Louis de Flavigny dedicó la obra a Yolande de Polastron, condesa y duquesa de Polignac.
La carta del cabildo de Veracruz de 1519 y la quinta carta no fueron publicadas hasta el siglo XIX, cuando se descubrió la copia manuscrita en Viena.En 1886 Pascual de Gayangos realizó una impresión colegiada e ilustrada de las cinco cartas. En 1899 fueron publicadas en la obra Copias de documentos existentes en el Archivo de Indias y en su palacio de Castilleja de la Cuesta sobre la conquista de México por el general Polavieja en Sevilla; en 1933 con el nombre de Cartas de Relación con un prólogo escrito por Carlos Pereyra en Madrid, y en 1963 Con el nombre de Cartas y documentos con una introducción de Mario Hernández Sánchez-Barba en México.